# Кировский сельсовет (Курганская область)
Ки́ровский сельсовет — упразднённые административно-территориальная единица и муниципальное образование в составе Мишкинского района Курганской области России. 
Административный центр — село Кирово.
С 23 декабря 2021 года Законом Курганской области от 10.12.2021 № 145 муниципальный район был преобразован в муниципальный округ, сельсовет упразднён.

## История
В соответствии с Законом Курганской области от 6 июля 2004 года № 419 сельсовет наделён статусом сельского поселения.

## Население
| 1989  | 2002  | 2010  | 2012  | 2013  | 2014  | 2015  |
| ----- | ----- | ----- | ----- | ----- | ----- | ----- |
| 2790  | ↘2095 | ↘1767 | ↘1741 | ↘1642 | ↘1571 | ↘1530 |
| 2016  | 2017  | 2018  | 2019  | 2020  |       |       |
| ↘1504 | ↘1458 | ↘1435 | ↘1401 | ↘1380 |       |       |

## Состав сельского поселения
| № | Населённый пункт | Тип населённого пункта       | Население |
| - | ---------------- | ---------------------------- | --------- |
| 1 | Кирово           | село, административный центр | ↘1750     |
| 2 | Красноярка       | деревня                      | ↘17       |